# Sean Longstaff
Sean Longstaff, född 30 oktober 1997 i Newcastle upon Tyne, är en engelsk fotbollsspelare som spelar för Leeds United.

## Karriär
I maj 2022 förlängde Longstaff sitt kontrakt i Newcastle United med tre år. Den 18 juli 2025 värvades Longstaff av Leeds United, där han skrev på ett fyraårskontrakt.